# Эрп (Франция)
Эрп (фр. Erp) — коммуна во Франции, находится в регионе Юг — Пиренеи. Департамент коммуны — Арьеж. Входит в состав кантона Сен-Жирон. Округ коммуны — Сен-Жирон.
Код INSEE коммуны — 09114.

## Население
Население коммуны на 2008 год составляло 130 человек.
| 1962 | 1968 | 1975 | 1982 | 1990 | 1999 | 2008 |
| ---- | ---- | ---- | ---- | ---- | ---- | ---- |
| 71   | 109  | 114  | 105  | 88   | 102  | 130  |

## Экономика
В 2007 году среди 71 человека в трудоспособном возрасте (15—64 лет) 51 были экономически активными, 20 — неактивными (показатель активности — 71,8 %, в 1999 году было 69,9 %). Из 51 активных работали 46 человек (24 мужчины и 22 женщины), безработных было 5 (3 мужчины и 2 женщины). Среди 20 неактивных 2 человека были учениками или студентами, 8 — пенсионерами, 10 были неактивными по другим причинам.